# 吉岡重賢
吉岡 重堅（よしおか しげかた、? - 慶長18年6月22日（1613年8月8日））は安土桃山時代から江戸時代にかけての剣客。通称は清次郎（きよじろう）。吉岡直綱、吉岡直重は兄（従兄の説もある）に当たる。
剣術吉岡流三代目当主・吉岡直賢の子（甥）として生まれる。慶長18年（1613年）、豊臣秀頼が方広寺大仏殿（京の大仏）を再建し、禁裏で落成の祝宴の能（庶民の拝観が許されていた）の最中に警護に当たっていた役人の只見弥五左衛門に態度を窘められたことに逆上（只見とは普段から不仲だったという）して只見を始め多くの人々を殺傷したため、駆けつけた京都所司代・板倉勝重家臣の太田忠兵衛に斬られた。